# Miha Žumer
Miha (Mihael) Žumer, slovenski inženir kemije, * 15. maj 1937, Ljubljana, † 2013.

## Življenje in delo
Po končani gimnaziji je 1961 diplomiral iz kemije na ljubljanski  Naravoslovnotehniški fakulteti in prav tam 1971 tudi doktoriral. Tu se je 1963 zaposlil na katedri za kemijsko inženirstvo in bil 1985 izvoljen za rednega profesorja. Raziskoval je na področjih transportnih pojavov, mešanja, ionske izmenjave in reologije. Po upokojitvi je dobil naziv zaslužni profesor Univerze v Ljubljani.